# Placeshifting
Placeshifting è una tecnologia digitale che utilizza un dispositivo (streambox) il quale, una volta collegato ad una qualsiasi fonte audio/video (ad esempio decoder satellitari, decoder digitali terrestre, lettori DVD e Blu-ray, Videocamere), permette di visualizzare i contenuti da essa trasmessi in tempo reale o differito attraverso un comune PC/portatile oppure un cellulare/smartphone, semplicemente sfruttando una connessione ad internet.
Ovunque ci si trovi nel mondo è quindi possibile vedere i programmi della TV di casa, oppure tenere sotto controllo una determinata area nel caso per mezzo di una videocamera, con un totale controllo in remoto da parte dell'utente della propria fonte audio video (disponendo della perfetta riproduzione sul PC/cellulare del proprio telecomando).
Il termine placeshifting è stato coniato negli USA, dove questo sistema è ampiamente già diffuso, e da non confondere con il più noto termine timeshifting.